# The Ting Tings
I Ting Tings sono un duo musicale britannico di musica indie elettronica formatosi nel 2006 e composto da Katie White e Jules De Martino.

## Storia del gruppo
Katie White era un componente della girl band TKO (band di supporto dei 5ive), mentre Jules De Martino faceva parte dei Babakoto con cui aveva prodotto anche un singolo. I due musicisti si incontrano nel 2006 ed insieme suonano nei club inglesi finché non vengono notati dall'etichetta discografica locale Switchflicker, con cui pubblicano due singoli: That's Not My Name e Fruit Machine.
Dopo essere stati in tour per le università inglesi nel 2007 i Ting Tings firmano un contratto con la Columbia Records, che produce il singolo Great DJ nel 2008, il quale ottiene un ottimo successo radiofonico in diversi paesi in Europa, ed anticipa il loro album di debutto We Started Nothing, che viene pubblicato il 18 maggio, in contemporanea con un nuovo singolo That's Not My Name e Shut Up and Let Me Go, che porta il gruppo al numero uno nel Regno Unito.
In seguito nell'ottobre 2008 è stato pubblicato Be the One, singolo che ha avuto un forte impatto anche nelle radio italiane. Come singolo finale invece fu estratto We Walk, uscito ufficialmente nel febbraio 2009.
Alcuni brani della band vengono inseriti in colonne sonore, come quelle per le serie televisive Gossip Girl e One Tree Hill.

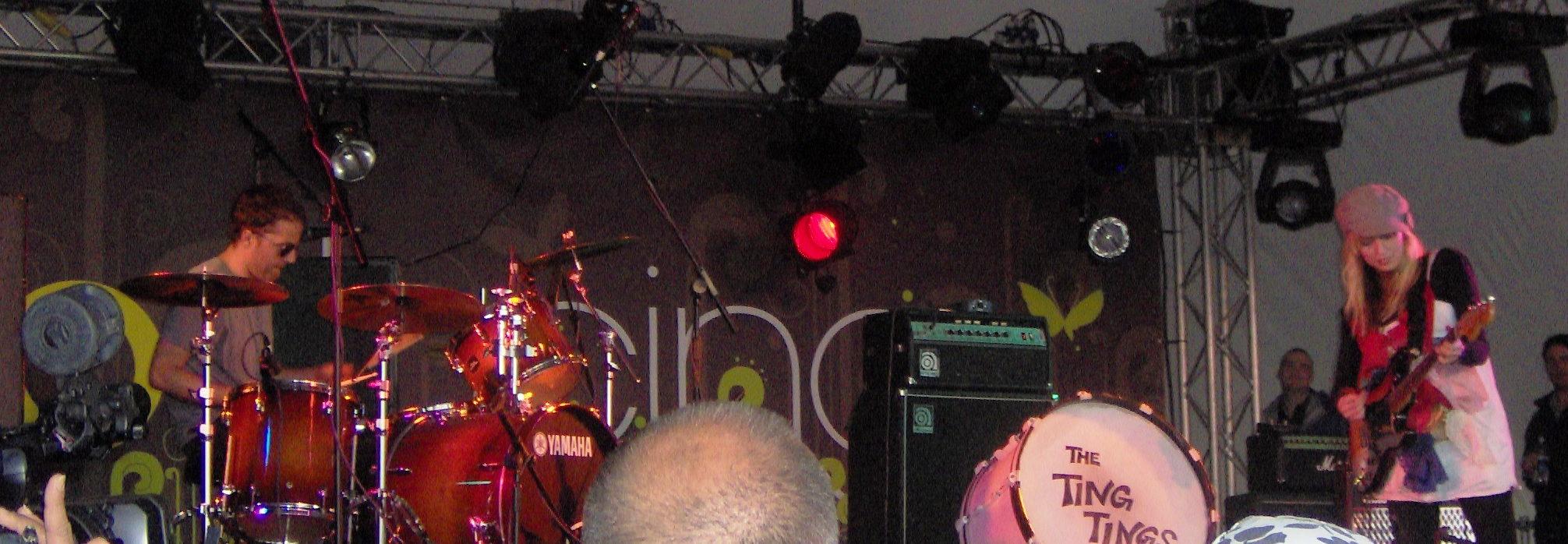
The Ting Tings al Glastonbury Festival, giugno 2007

Nel 2010 i Ting Tings hanno dichiarato di essere al lavoro per un nuovo album, e che sarebbero state le città di Parigi e Berlino a dare loro l'ispirazione. L'11 ottobre 2010 decidono di dare un'anticipazione del loro nuovo album pubblicando il singolo Hands, che ottiene risultati discreti; il brano entrerà successivamente anche nella colonna sonora nel videogioco FIFA 12.
Il 27 dicembre 2011 viene pubblicato Hang It Up, singolo che anticipa l'uscita del secondo album del duo. Il secondo album Sounds from Nowheresville viene pubblicato il 24 febbraio 2012 nel Regno Unito e il 6 marzo 2012 in Italia.
Nel periodo settembre 2012-ottobre 2013 lavorano al loro terzo disco in studio, Super Critical, che esce nell'ottobre 2014 e che è stato realizzato tra New York e Ibiza.

## Formazione
- Katie White - voce e chitarra (2006-presente)
- Jules De Martino - voce e percussioni (2006-presente)

## Discografia

### Album
- 2008 – We Started Nothing
- 2012 – Sounds from Nowheresville
- 2014 – Super Critical
- 2018 – The Black Light

### Singoli
- 2007 – Fruit Machine
- 2008 – That's Not My Name
- 2008 – Great DJ
- 2008 – Shut Up and Let Me Go
- 2008 – Be the One
- 2009 – We Walk
- 2010 – Hands
- 2011 – Hang It Up
- 2012 – Silence
- 2012 – Hit Me Down Sonny
- 2014 – Wrong Club
- 2014 – Do It Again
- 2018 – Blacklight
- 2018 – Estranged